# Quinto (kommun i Spanien, Aragonien, Provincia de Zaragoza, lat 41,41, long -0,52)
Quinto är en kommun i Spanien.   Den ligger i provinsen Provincia de Zaragoza och regionen Aragonien, i den nordöstra delen av landet, 290 km öster om huvudstaden Madrid. Antalet invånare är 2 077. Arean är 118 kvadratkilometer.
Terrängen i Quinto är platt.